# Tommy Robinson
Tommy Robinson, pseudonimo di Stephen Christopher Yaxley-Lennon (Luton, 27 novembre 1982), è un politico e criminale britannico.
Membro dell'estrema destra britannica, portatore di istanze antislamiche e islamofobe, è stato condannato diverse volte per violenza e truffa. È uno dei fondatori della English Defence League ed è stato consigliere politico di Gerard Batten, all'epoca in cui questi era leader dell'UKIP
Robinson è stato membro del British National Party, partito neofascista e nazionalista bianco dal 2004 al 2005. Per un breve periodo nel 2012 è stato uno dei vicepresidenti del British Freedom Party (BFP). Robinson ha guidato l'EDL dal 2009 all'8 ottobre 2013. Nel 2015 ha partecipato alla fondazione di Pegida UK, ramo britannico (oggi non più esistente) dell'organizzazione di estrema destra tedesca Pegida. Dal  2017 al 2018, Robinson ha scritto ed è apparso in diversi video per Rebel News, un sito d'informazione politica d'estrema destra canadese.
Robinson è stato condannato per violenza, stalking, truffe finanziarie e legate all'immigrazione, possesso di droghe e reati contro l'ordine pubblico e oltraggio alla corte. È stato incarcerato nel 2005 per aggressione, nel 2012 per aver falsificato i documenti necessari a entrare negli Stati Uniti, nel 2014 per una truffa su un mutuo e, a maggio 2018, è stato condannato a 13 mesi di carcere per oltraggio alla corte per aver trasmesso in streaming su Facebook Live dei video di un processo durante il quale era stata vietata la pubblicazione di riprese fino alla conclusione del procedimento. Scarcerato a causa di un errore procedurale, il primo agosto 2018 è stato lasciato libero sotto cauzione fino a nuovo processo, per poi venire di nuovo condannato a nove mesi di carcere l'11 luglio 2019. Prima della condanna Robinson ha affermato che avrebbe chiesto asilo politico negli Stati Uniti su InfoWars. È stato scarcerato il 13 settembre 2019,  dopo nove settimane di detenzione.
Il 22 luglio 2021 è stato condannato a risarcire con 100 000 sterline più spese legali un rifugiato quindicenne da lui diffamato in una scuola di Huddersfield. Robinson aveva, precedentemente, dichiarato fallimento. A ottobre 2021 ha ricevuto un'ordinanza restrittiva di cinque anni per aver perseguitato la giornalista Lizzie Dearden e il compagno.

## Biografia
Politicamente di estrema destra, conosciuto anche con gli pseudonimi Andrew McMaster, Paul Harris, è il cofondatore e passato portavoce e leader del movimento English Defence League (EDL). È stato anche fondatore dell'European Defence League e, per un breve periodo, nel 2012 è stato vice-consigliere del British Freedom Party. Ha condotto l'EDL dal 2009 all'ottobre 2013, quando è stato persuaso a lasciare l'organizzazione.
Nel 2015 è coinvolto nello sviluppo di Pegida UK, una sezione inglese dell'organizzazione tedesca Pegida, presentando l'obiettivo di lotta all'"islamizzazione dei nostri Paesi". È uno scrittore per The Rebel Media ed è autore di un'autobiografia, Enemy of the State, Mohammed's Koran: Why Muslims Kill For Islam, di cui è anche coautore Peter McLoughlin. 
Dopo aver lasciato il Regno Unito per Cipro nel luglio 2024, Robinson è stato accusato di aver diffuso informazioni errate sull'autore dell'accoltellamento di Southport del 2024. Le false affermazioni secondo cui il colpevole sarebbe un richiedente asilo musulmano hanno provocato le violente rivolte del 2024 nel Regno Unito, da parte di manifestanti di estrema destra. I procuratori britannici aperto un'indagine su Robinson per il suo presunto ruolo nell'istigazione ai disordini.

## Procedimenti giudiziari
Robinson è stato incarcerato per aggressione nel 2005. La sua condanna del 2005 era per aver aggredito un ufficiale di polizia fuori servizio che era venuto in soccorso della sua fidanzata, poi moglie, durante uno scontro tra ubriachi. Robinson ha ammesso di averlo "preso a calci in testa".
È stato anche condannato per reati di droga e di ordine pubblico. È stato incarcerato nel 2012 per essere entrato illegalmente negli Stati Uniti con un passaporto falso e fu imprigionato di nuovo nel 2014 per una frode di 160 000 sterline. Nel 2011 è stato condannato per aver condotto una rissa che ha coinvolto 100 tifosi.

### Passaporto falso
Nell'ottobre 2012 Robinson è stato arrestato e trattenuto con l'accusa di essere entrato illegalmente negli Stati Uniti. Si è dichiarato colpevole presso la Southwark Crown Court di aver utilizzato il passaporto di qualcun altro per recarsi negli Stati Uniti e per questo è stato condannato a 10 mesi di reclusione.
Robinson aveva usato un passaporto intestato a tale Andrew McMaster per imbarcarsi su un volo Virgin Atlantic da Heathrow a New York. Gli era stato precedentemente vietato di entrare negli Stati Uniti a causa di un precedente reato di droga. Quando arrivò all'aeroporto JFK di New York i funzionari doganali, che gli presero le impronte digitali, si resero conto che non era Mr McMaster. Gli è stato chiesto di rifare la procedura una seconda volta, ma scappò subito dall'aeroporto, entrando illegalmente negli Stati Uniti. Rimase una notte e tornò nel Regno Unito il giorno seguente, usando il suo passaporto legittimo.
Il giudice Alistair McCreath gli disse: "Ciò che hai fatto è andato assolutamente contro i controlli sull'immigrazione che gli Stati Uniti hanno il diritto di fare. Non è in alcun senso banale". È stato rilasciato sotto libertà vigilata il 22 febbraio 2013.

### Frode
Nel novembre 2012 Robinson è stato accusato, con tre capi d'accusa, di aver commesso diverse frodi mediante false dichiarazioni in relazione a dei mutui, insieme ad altri cinque imputati. Si è dichiarato colpevole di due accuse e nel gennaio 2014 è stato condannato a 18 mesi di reclusione.
La frode di Robinson ammontava a 160000 £ su un periodo di sei mesi. Il giudice Andrew Bright QC lo descrisse come "l'istigatore, se non l'architetto" di una serie di frodi per un totale di 640000 £. "Si è trattato di un'operazione fraudolenta fin dall'inizio e che ha avuto una quantità significativa di pianificazione anticipata". Ha ancora descritto Robinson come un "consulente" che aveva introdotto altre persone all'intermediazione con Deborah Rothschild. Rothschild aveva assistito alcuni imputati fornendo false buste paga e dettagli inventati sui rispettivi redditi.
Per questa condanna è stato rilasciato il 14 novembre 2014.

### Violazione degli ordini del tribunale
Nell'ottobre del 2024, è stato condannato a 18 mesi di carcere per aver violato ripetutamente ordini del tribunale. Nel 2021 gli era stato vietato di diffondere accuse diffamatorie contro un rifugiato siriano, Jamal Hijazi, che aveva precedentemente citato Robinson per calunnia. Robinson, infatti, aveva accusato ingiustamente il rifugiato di aver aggredito violentemente una studentessa bianca. Nonostante il divieto, Robinson ha continuato a fare affermazioni false in interviste su YouTube e durante un discorso in un raduno di estrema destra. Il giudice ha offerto una riduzione della pena di quattro mesi se avesse rimosso i contenuti diffamatori, ma Robinson ha rifiutato.